# Oboukhivka (oblast de Dnipropetrovsk)
Oboukhivka (en ukrainien : Обухівка) ou Oboukhovka (en russe : Обуховка) est une commune urbaine de l'oblast de Dnipropetrovsk, en Ukraine. Sa population s'élevait à 9 290 habitants en 2013.

## Géographie
Kirovske se trouve sur la rive gauche du Dniepr, à 13 km au nord-ouest du centre de Dnipro, la capitale administrative de l'oblast, et à 377 km au sud-est de Kiev.

## Histoire
L'origine du village est très mal connue, ce qui a favorisé les rumeurs et les légendes. Un village cosaque nommé Oboukhivka aurait ainsi existé à cet emplacement en 1648. Le village accéda au statut de commune urbaine en 1938. L'année suivante, Oboukhivka fut renommée Kirovske en l'honneur du dirigeant soviétique Sergueï Kirov, assassiné en 1934. À l'époque soviétique, Kirovske était un lieu de repos et de villégiature pour les habitants de Dnipropetrovsk (Dnipro). Depuis l'indépendance de l'Ukraine, la situation a peu changé et la quasi-totalité de la population active travaille à Dnipro.

## Population
Recensements (*) ou estimations de la population :
| 1959* | 1970* | 1979* | 1989* | 2001* |
| ----- | ----- | ----- | ----- | ----- |
| 7 915 | 7 221 | 7 638 | 8 100 | 8 266 |

| 2009  | 2010  | 2011  | 2012  | 2013  |
| ----- | ----- | ----- | ----- | ----- |
| 9 071 | 9 138 | 9 136 | 9 234 | 9 290 |